# 吉爾摩山 (瑪麗伯德地)
76°56′S 144°40′W / 76.933°S 144.667°W

吉爾摩山（英語：Mount Gilmour）是南極洲的山峰，位於瑪麗伯德地，處於帕瑟爾山東南面7公里，在1940年由美國研究隊發現，現時由南極條約體系管理。